# 卡羅軟梳䲁
卡羅軟梳䲁（學名：Malacoctenus carrowi），為輻鰭魚綱䲁形目脂䲁科軟梳䲁屬的一個種，分布於中東大西洋維德角群島海域，深度11至13公尺，本魚頭部細長，吻尖，每個鼻孔上都有一根捲鬚，頸背兩側有卷鬚，每眼上有一根叉狀卷鬚，口腔頂部兩側無齒，背鰭棘與鰭條之間有缺口，側線鱗片55-56枚，背鰭硬棘20枚、背鰭軟條10枚、臀鰭硬棘2枚、臀鰭軟條19枚，體長可達3.5公分，棲息在水淺的礁石區，生活習性不明。